# Tombac
Pour les articles ayant des titres homophones, voir Tombak et Tomback.

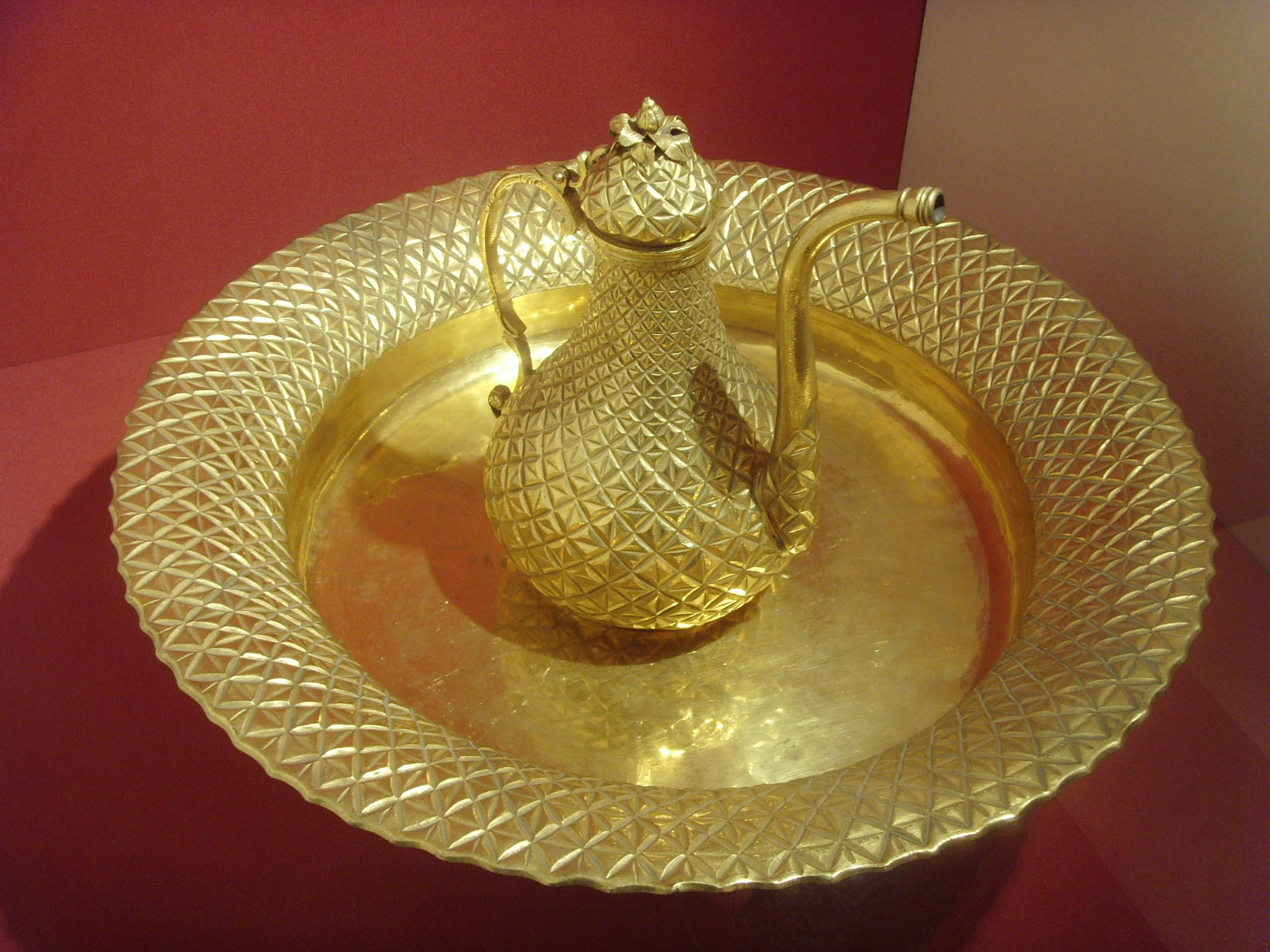
Aiguière de Tombac

Le tombac ou tombak est le nom de l'alliage de cuivre (95 à 70 %) et de zinc (5 à 20 %) (laiton). Il est blanc quand le zinc est en proportion haute mais jaune quand c'est le cuivre  ; on peut y rajouter de l'étain, du plomb ou de l'arsenic pour modifier sa coloration. Le tombac est léger et est facile à travailler à la main, il est plus brillant que le cuivre et est traditionnellement utilisé par les Javanais en remplacement de l'or pour la fabrication d'objets d'art et l'ornementation.
- Il est utilisé dans
  - la fabrication de médailles et distinctions (décorations militaires allemandes lors de la Seconde Guerre mondiale, médaille lors des Jeux olympiques de 1980...).
  - la fabrication des Pickelhaube et des cuirasses de l'Allemagne impériale ainsi que dans les uniformes de terrain de l'armée prussienne.
  - l'artisanat et l'art (pour des articles de décorations), car les feuilles de tombac sont moins chères que les feuilles d'or.
  - l'armement, pour l'enveloppe de la munition ou sous la forme de projectiles balistiques qui, par traitement thermique de l'acier, produit un projectile bi-métallique combinant les qualités de l'acier et du cuivre.
  - au cours de la Seconde Guerre mondiale le Canada frappa des pièces de 5 cents en tombac pour remplacer celles en nickel.

## Formes communément rencontrées
- CuZn15 moderne

(DIN : CuZn15; UNS : C23000; BS: CW 502L (CZ 102); ISO : CuZn15) Tombac avec une couleur or, très bon pour le formage à froid, la presse, le martèlement ou le gaufrage.
- CuZn12 moderne

Même caractéristique que le CuZn15 mais avec une couleur légèrement différente.
- CuZn10 moderne

(DIN : CuZn10 ; UNS : C22000 ; BS : CW 501L (CZ 101) ; ISO : CuZn10) Même caractéristique que le CuZn15 et le CuZn12 mais avec une couleur rouge.
- Tombac blanc

CuZn10- avec 10 % d'arsenic
- Enamel Tombac ou Emailler Tombak

Un alliage de 95 % de cuivre et de zinc de 5 % très utilisé pour l'émaillage (d'où le nom) au XIXe siècle :
- Tombac de dorure 
  - Cuivre 82 %, zinc 18 %, plomb 1,5 %, étain 3 %
  - Cuivre 82 %, zinc 18 %, plomb 3 %, étain 1 %
  - Cuivre 82 %, zinc 18 %, plomb et étain 0,2 %

- Tombac français  pour les poignées d'épées :

		 Cuivre 80 %, Zinc 17 %, 3 % étain
- Tombac jaune de Paris, pour les ornements dorées:

		 Cuivre 85 %, Zinc 15 %, trace d'étain
- Tombac d'Hannovre

		 Cuivre 85,3 %, Zinc 14,7 %
- Tombac rouge de Paris

		   Cuivre 90 %, Zinc 7,9 %, Plomb 1,5 %
- Tombac rouge de Vienne

		   Cuivre 97,8 %, Zinc 2,2 %

## Étymologie
Le terme dérive du mot javanais tembaga (considéré à tort comme malais) et qui signifie cuivre. 
Il est entré dans le jargon néerlandais à la suite de la colonisation de l'Indonésie par ces derniers. 
Le terme a été probablement utilisé de manière générique pour décrire les objets en cuivre, comme les gongs utilisé dans les gamelan indonésien. 
Il est l'un des très rare mots indonésiens à être utilisé tel quel en anglais, en allemand ou en néerlandais. 
Le mot a donné tumbaga en espagnol, tambaque ou tambaca en portugais, et tombacco en italien.